# Кагомэ кагомэ
Кагомэ-кагомэ (яп. かごめかごめ) — японская детская игра, а также название одноимённой песенки, которая поётся во время этой игры.
Один из детей выбирается «демоном», он закрывает глаза и садится. Остальные дети водят вокруг него хоровод и поют игровую песню. Когда песня заканчивается, «демон» называет имя того, кто стоит за его спиной и, если «демон» оказался прав, этот человек заменяет «демона».

## Текст
| На японском языке かごめ、かごめ、 籠の中の鳥は、 いついつ出やる。 夜明けの晩に、 鶴と亀が滑った。 後ろの正面、だぁれ？ | Кириллица Кагомэ, кагомэ, Каго но нака но тори ва Ицу ицу дэяру? Ёакэ но бан ни Цуру то камэ га субэтта. Усиро но сё:мэн да:рэ? | Перевод Кагомэ, кагомэ, Птичка в клетке, Когда же, когда же она её покинет? Может быть во тьме ночной Сгинут журавль с черепахой. Кто же за твоей спиной? | Буквальный перевод Кагомэ, кагомэ, Птица в клетке Когда, когда выйдет? Рассветным вечером Журавль и черепаха поскользнулись Кто на задней лицевой стороне? |

## Разъяснение текста песни
Существует немало вариантов толкования отдельных фраз в песне.
Кагомэ
- Кагомэ (яп. 籠目, отверстия в корзине);
- калька «какомэру» (яп. 囲める, окружать);
- форма отверстий в традиционной корзине, гексагон
- форма отверстий в корзине из тканного материала, гексаграмм
- беременная женщина (яп. 籠女 кагомэ).

Каго но нака но тори ва
- «Каго» (яп. 籠) может означать как и «клетка», так и «корзина», в корзине скорее всего будет курица.
- Вполне возможно, что «тори» является сложной метафорой к тории (как правило, построенной из бамбука) что может быть отсылкой к бамбуковому забору который обычно окружает её, и что формирует «тории в окружении бамбука» что является отсылкой к синтоистскому храму.
- Если воспринимать «кагомэ» как беременную женщину, то птицей в клетке будет её ребёнок в утробе.

Ицу ицу дэяру
- Может на самом деле означать «Ох, когда, когда мы встретимся?» (яп. 何時何時出会う ицу-ицу дэау);
- Может означать «Когда она вышла?» (яп. 何時何時出やう)
- Если птица это ребёнок то можно перевести как «Когда же он родится?»
- Может означать «Когда она может выйти?»

Ёакэ но бан ни
- Может означать просто «ночь»
- Может означать «с утра до ночи»
- Может означать неспособность видеть свет.
- Может означать период времени, который можно воспринимать либо рассветом, либо ночью (около 4 утра).
- Как «ёакэ» (яп. 夜明) может буквально означать конец ночи, а «бан» (яп. 晩) означает ночь, это может быть целенаправленным противоречием с отсылкой на период времени, который не существует.

Цуру то камэ га субэтта
- Журавль и черепаха являются в Японии символами удачи и долгой жизни, и то, что они поскользнулись можно воспринимать как скорую смерть или неудачу.
- «Субэтта» может быть рассмотрено как «統べった» и «統べた» («править»), в этом случае журавль и черепаха символизирует правителя.
- Может быть калькой строки из детской киотской рифмы, «цуруцуру цуппайта» (яп. つるつる　つっぱいた).

Усиро но сё:мэн да:рэ
- Может просто означать «Кто стоит сзади?»
- Может означать «кто это, который стоит прямо впереди, когда вы смотрите назад?» в переносном смысле, ссылаясь на скрытые силы людей.
- Может быть сказано кем-то, кто был обезглавлен, голова которого повёрнута на его собственную спину.
- Можно предполагать, что это скажет тот, кто вот-вот будет обезглавлен, и в этом случае вопрос будет звучать как «кто это, кто стоит за мной», другими словами, «кто мой палач?»

### Комментарии
1. ↑  оксюморон, выражается невозможная ситуация
2. ↑  оксюморон, 後ろの — задний, находящийся сзади, 正面 — лицевая сторона, фронт (сторона, которая спереди)